# Anastasija Gaczewa
Anastasija Gieorgijewna Gaczewa (ros. Анастасия Георгиевна Гачева; ur. 2 grudnia 1966) – rosyjska historyczka filozofii, doktor nauk filologicznych, literaturoznawca, badaczka myśli rosyjskiej i rosyjskiego kosmizmu . Jest córką Gieorgija Gaczewa i Swietłany Siemionowej.

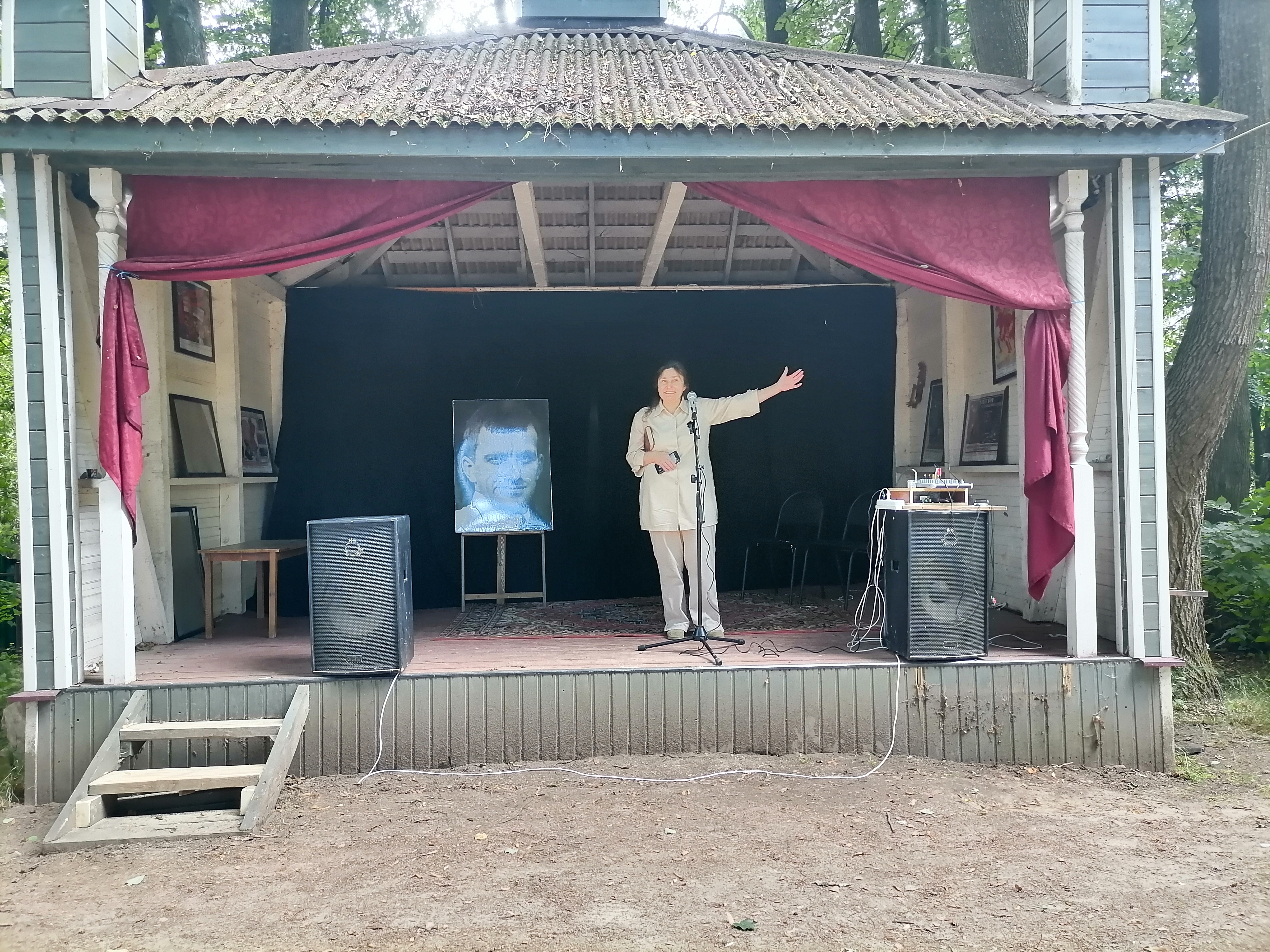